# Марс 7
Марс 7 е съветски космически апарат пратен да изследва Марс. Сондата е последната от програма Марс и е съставена от орбитален апарат и спускаем модул. Поради неизправност, спускаемият модул не успява да изпълни правилно маневрите за навлизане в марсианската атмосфера и пропуска планетата като остава в хелиоцентрична орбита заедно с орбиталния апарат.

## Конструкция на космическия апарат
Марс 7 носи със себе си значително количество научно оборудване за изучаване на Марс. Спускаемият модул е оборудван с термометър и барометър за да определи условията на повърхността, акселерометър и висотомер за спускането в марсианската атмосфера, както и инструменти за анализ на материал от повърхността включително и масспектрометър. Орбиталният апарат (още междупланетната космическа станция) е оборудван с магнитометър, детектори за космически лъчения и микрометеорити, и инструмент за изучаване на протонните и електронните потоци от Слънцето.
Космическият апарат е построен от НПО Лавочкин и е вторият от серията 3МП, към коиято спада и предишиният апарат от програмата Марс 6. Орбиталните апарати Марс 4 и Марс 5 са изстреляни малко по-рано през 1973 г. и се е очаквало да предват информацията подавана от спускаемите модули на Марс 6 и Марс 7. Марс 4 обаче не успява да влезе в орбита около планетата, а Марс 5 е повреден няколко дни след като престоява в марсианската орбита.

## Профил на мисията
Марс 7 е изстрелян с ракета-носител Протон-К, с доипълнителен ускорителен блок Д от ракетна площадка 81 в космодрума Байконур. Изстрелването е осъществено в 17:00:17 UTC на 9 август 1973 г. като първите три степени поставят сондата в ниска земна паркова орбита. Последната степен съставена от ускорителен блок Д изстрелва сондата в хелиоцентрична орбита към Марс. На 16 август 1973 г. е изпълнена маневра за коригиране на курса.
Марс 7 достига Марс на 9 март 1974и спускаемият модул се отделя от орбиталния. Поради проблем в операция на една от бордовите системи приземяващата сонда се отделила преждевременно (4 часа преди срещата) и пропуснала планетата с около 1300 km. Ранното отделяне станало поради компютърна грешка в чипа, която довела до разпад на системата по време на пътуването към Марс.